# Chlorocnemis
Chlorocnemis is een geslacht van libellen (Odonata) uit de familie van de Breedscheenjuffers (Platycnemididae).

## Soorten
Chlorocnemis omvat 14 soorten:
- Chlorocnemis abbotti (Calvert, 1896)
- Chlorocnemis contraria Schmidt, 1951
- Chlorocnemis eisentrauti Pinhey, 1974
- Chlorocnemis elongata Hagen in Selys, 1863
- Chlorocnemis flavipennis Selys, 1863
- Chlorocnemis interrupta Legrand, 1984
- Chlorocnemis maccleeryi Pinhey, 1969
- Chlorocnemis marshalli Ris, 1921
- Chlorocnemis montana St. Quentin, 1942
- Chlorocnemis nigripes Selys, 1886
- Chlorocnemis nubilipennis Karsch, 1893
- Chlorocnemis pauli Longfield, 1936
- Chlorocnemis rossii Pinhey, 1969
- Chlorocnemis wittei Fraser, 1955